# Anavinemina orphna
Anavinemina orphna är en fjärilsart som beskrevs av Frederick H. Rindge 1964. Anavinemina orphna ingår i släktet Anavinemina och familjen mätare. Inga underarter finns listade i Catalogue of Life.